# 永井準 (放送作家)
永井 準（ながい じゅん、1949年3月28日 - 2006年5月28日）は、日本の放送作家。本名：永井 準一郎（ながい じゅんいちろう）。

## 人物
東京都出身。萩本欽一率いる放送作家グループ「パジャマ党」の一員で、萩本企画に所属していた。
萩本司会によるバラエティ番組などの構成作家を担当。『オレたちひょうきん族』（「永井ウタマロ準」名義）『森田一義アワー 笑っていいとも!』『SMAP×SMAP』には、開始当時から担当。また、1994年に東宝系で公開された映画『第2回欽ちゃんのシネマジャック なんかへん? PART2』では詩村博史、鈴木しゅんじ、鶴間政行とともに脚本を担当した。
2006年5月28日、急性心不全のため、神奈川県川崎市宮前区の病院で死去。57歳没。

## 担当作品

### 構成担当番組
- 欽ちゃんのどこまでやるの!?（テレビ朝日）[1][2][5]
- 欽ドン!良い子悪い子普通の子（フジテレビ）[5]
- オレたちひょうきん族（フジテレビ） ※全期間にわたって担当[6]。
- 森田一義アワー 笑っていいとも!（フジテレビ）[1][2][3]
- 欽ちゃんの週刊欽曜日（TBSテレビ）[5]
- 欽きらリン530!!（日本テレビ）[5]
- SMAP×SMAP（関西テレビ・フジテレビ）[1][2][3]
- ひらけ!ポンキッキ（フジテレビ）
- ポンキッキーズ（フジテレビ）
- ポンキッキーズ21（フジテレビ）[5]
- ポンキッキ（フジテレビ）
- てれび夢組（フジテレビ） - 1987年4月17日放送分で菅原誠とともに構成を担当[11]。

### 脚本担当作品
テレビドラマ
- 翔んだカップル（フジテレビ） - 1979年にパイロット版として放送されたスペシャル番組と1980年にスタートしたレギュラー版の両方を担当[12]。

映画
- 第2回欽ちゃんのシネマジャック なんかへん? PART2（1994年9月23日公開、東宝配給、石原プロモーション製作）

## 参考資料
- 高田文夫責任編集・監修『笑芸人』VOL.1（『白夜ムック』NO.51。1999年12月27日、白夜書房発行） ISBN 4893676148
  - P34-45掲載「『オレたちひょうきん族』クロニクル」（『オレたちひょうきん族』の年譜）
- 各種外部リンク